# Văcăreni
Văcăreni es una comuna ubicada en el distrito de Tulcea, Rumania.

## Superficie
Posee una superficie de 71,16 kilómetros cuadrados.

## Demografía
Hasta 2021 la población era de 1956 habitantes, con una densidad de población de 27,49 habitantes por kilómetro cuadrado.